# شهرستان زلاتاریتسا
شهرستان زلاتاریتسا (به بلغاری: Zlataritsa Municipality) یک شهرستان در بلغارستان است که در استان ولیکو تارنوو واقع شده‌است. شهرستان زلاتاریتسا ۲۳۲٫۶۷ کیلومتر مربع مساحت و ۴٬۶۳۶ نفر جمعیت دارد.